# Liste des titres musicaux numéro un au Royaume-Uni en 1969
Cette page liste les titres classés no 1 des ventes de disques au Royaume-Uni pour l'année 1969 selon The Official Charts Company.
Les classements hebdomadaires sont issus des UK Singles Chart et UK Albums Chart.

## Classement des singles
| №  | Date         | Artiste                         | Titre                            | Référence |
| -- | ------------ | ------------------------------- | -------------------------------- | --------- |
| 1  | 1er janvier  | Marmalade                       | Ob-La-Di, Ob-La-Da               |           |
| 2  | 8 janvier    | The Scaffold                    | Lily the Pink                    |           |
| 3  | 15 janvier   | Marmalade                       | Ob-La-Di, Ob-La-Da               |           |
| 4  | 22 janvier   | Marmalade                       | Ob-La-Di, Ob-La-Da               |           |
| 5  | 29 janvier   | Fleetwood Mac                   | Albatross                        |           |
| 6  | 5 février    | The Move                        | Blackberry Way                   |           |
| 7  | 12 février   | Amen Corner                     | (If Paradise Is) Half as Nice    |           |
| 8  | 19 février   | Amen Corner                     | (If Paradise Is) Half as Nice    |           |
| 9  | 26 février   | Peter Sarstedt                  | Where Do You Go To (My Lovely)?  |           |
| 10 | 5 mars       | Peter Sarstedt                  | Where Do You Go To (My Lovely)?  |           |
| 11 | 12 mars      | Peter Sarstedt                  | Where Do You Go To (My Lovely)?  |           |
| 12 | 19 mars      | Peter Sarstedt                  | Where Do You Go To (My Lovely)?  |           |
| 13 | 26 mars      | Marvin Gaye                     | I Heard It Through the Grapevine |           |
| 14 | 2 avril      | Marvin Gaye                     | I Heard It Through the Grapevine |           |
| 15 | 9 avril      | Marvin Gaye                     | I Heard It Through the Grapevine |           |
| 16 | 16 avril     | Desmond Dekker & The Aces       | Israelites                       |           |
| 17 | 23 avril     | The Beatles avec Billy Preston  | Get Back                         |           |
| 18 | 30 avril     | The Beatles avec Billy Preston  | Get Back                         |           |
| 19 | 7 mai        | The Beatles avec Billy Preston  | Get Back                         |           |
| 20 | 14 mai       | The Beatles avec Billy Preston  | Get Back                         |           |
| 21 | 21 mai       | The Beatles avec Billy Preston  | Get Back                         |           |
| 22 | 28 mai       | The Beatles avec Billy Preston  | Get Back                         |           |
| 23 | 4 juin       | Tommy Roe                       | Dizzy                            |           |
| 24 | 11 juin      | The Beatles                     | The Ballad of John and Yoko      |           |
| 25 | 18 juin      | The Beatles                     | The Ballad of John and Yoko      |           |
| 26 | 25 juin      | The Beatles                     | The Ballad of John and Yoko      |           |
| 27 | 2 juillet    | Thunderclap Newman              | Something in the Air             |           |
| 28 | 9 juillet    | Thunderclap Newman              | Something in the Air             |           |
| 29 | 16 juillet   | Thunderclap Newman              | Something in the Air             |           |
| 30 | 23 juillet   | The Rolling Stones              | Honky Tonk Women                 |           |
| 31 | 30 juillet   | The Rolling Stones              | Honky Tonk Women                 |           |
| 32 | 3 août       | The Rolling Stones              | Honky Tonk Women                 |           |
| 33 | 10 août      | The Rolling Stones              | Honky Tonk Women                 |           |
| 34 | 17 août      | The Rolling Stones              | Honky Tonk Women                 |           |
| 35 | 24 août      | Zager and Evans                 | In the Year 2525                 |           |
| 36 | 31 août      | Zager and Evans                 | In the Year 2525                 |           |
| 37 | 7 septembre  | Zager and Evans                 | In the Year 2525                 |           |
| 38 | 14 septembre | Creedence Clearwater Revival    | Bad Moon Rising                  |           |
| 39 | 21 septembre | Creedence Clearwater Revival    | Bad Moon Rising                  |           |
| 40 | 28 septembre | Creedence Clearwater Revival    | Bad Moon Rising                  |           |
| 41 | 5 octobre    | Jane Birkin et Serge Gainsbourg | Je t'aime… moi non plus          |           |
| 42 | 12 octobre   | Bobbie Gentry                   | I'll Never Fall in Love Again    |           |
| 43 | 19 octobre   | The Archies (en)                | Sugar, Sugar                     |           |
| 44 | 26 octobre   | The Archies (en)                | Sugar, Sugar                     |           |
| 45 | 2 novembre   | The Archies (en)                | Sugar, Sugar                     |           |
| 46 | 9 novembre   | The Archies (en)                | Sugar, Sugar                     |           |
| 47 | 16 novembre  | The Archies (en)                | Sugar, Sugar                     |           |
| 48 | 23 novembre  | The Archies (en)                | Sugar, Sugar                     |           |
| 49 | 30 novembre  | The Archies (en)                | Sugar, Sugar                     |           |
| 50 | 7 décembre   | The Archies (en)                | Sugar, Sugar                     |           |
| 51 | 14 décembre  | Rolf Harris                     | Two Little Boys                  |           |
| 52 | 21 décembre  | Rolf Harris                     | Two Little Boys                  |           |
| 53 | 28 décembre  | Rolf Harris                     | Two Little Boys                  |           |

## Classement des albums
| №  | Date         | Artiste                                        | Titre                                             | Référence |
| -- | ------------ | ---------------------------------------------- | ------------------------------------------------- | --------- |
| 1  | 5 janvier    | The Beatles                                    | The Beatles                                       |           |
| 2  | 12 janvier   | The Beatles                                    | The Beatles                                       |           |
| 3  | 19 janvier   | The Seekers                                    | The Best of The Seekers                           |           |
| 4  | 26 janvier   | The Beatles                                    | The Beatles                                       |           |
| 5  | 2 février    | The Seekers                                    | The Best of The Seekers                           |           |
| 6  | 9 février    | Diana Ross and the Supremes et The Temptations | Diana Ross and the Supremes Join the Temptations  |           |
| 7  | 16 février   | Diana Ross and the Supremes et The Temptations | Diana Ross and the Supremes Join the Temptations  |           |
| 8  | 23 février   | Diana Ross and the Supremes et The Temptations | Diana Ross and the Supremes Join the Temptations  |           |
| 9  | 2 mars       | Diana Ross and the Supremes et The Temptations | Diana Ross and the Supremes Join the Temptations  |           |
| 10 | 9 mars       | Cream                                          | Goodbye                                           |           |
| 11 | 16 mars      | Cream                                          | Goodbye                                           |           |
| 12 | 23 mars      | The Seekers                                    | The Best of The Seekers                           |           |
| 13 | 30 mars      | The Seekers                                    | The Best of The Seekers                           |           |
| 14 | 6 avril      | Cream                                          | Goodbye                                           |           |
| 15 | 13 avril     | The Seekers                                    | The Best of The Seekers                           |           |
| 16 | 20 avril     | Cream                                          | Goodbye                                           |           |
| 17 | 27 avril     | The Seekers                                    | The Best of The Seekers                           |           |
| 18 | 4 mai        | The Moody Blues                                | On the Threshold of a Dream                       |           |
| 19 | 11 mai       | The Moody Blues                                | On the Threshold of a Dream                       |           |
| 20 | 18 mai       | Bob Dylan                                      | Nashville Skyline                                 |           |
| 21 | 25 mai       | Bob Dylan                                      | Nashville Skyline                                 |           |
| 22 | 1er juin     | Bob Dylan                                      | Nashville Skyline                                 |           |
| 23 | 8 juin       | Bob Dylan                                      | Nashville Skyline                                 |           |
| 24 | 15 juin      | Ray Conniff                                    | His Orchestra, His Chorus, His Singers, His Sound |           |
| 25 | 22 juin      | Ray Conniff                                    | His Orchestra, His Chorus, His Singers, His Sound |           |
| 26 | 29 juin      | Ray Conniff                                    | His Orchestra, His Chorus, His Singers, His Sound |           |
| 27 | 6 juillet    | Jim Reeves                                     | According to My Heart                             |           |
| 28 | 13 juillet   | Jim Reeves                                     | According to My Heart                             |           |
| 29 | 20 juillet   | Jim Reeves                                     | According to My Heart                             |           |
| 30 | 27 juillet   | Jim Reeves                                     | According to My Heart                             |           |
| 31 | 3 août       | Jethro Tull                                    | Stand Up                                          |           |
| 32 | 10 août      | Jethro Tull                                    | Stand Up                                          |           |
| 33 | 17 août      | Jethro Tull                                    | Stand Up                                          |           |
| 34 | 24 août      | Elvis Presley                                  | From Elvis in Memphis                             |           |
| 35 | 31 août      | Jethro Tull                                    | Stand Up                                          |           |
| 36 | 7 septembre  | Jethro Tull                                    | Stand Up                                          |           |
| 37 | 14 septembre | Blind Faith                                    | Blind Faith                                       |           |
| 38 | 21 septembre | Blind Faith                                    | Blind Faith                                       |           |
| 39 | 28 septembre | The Beatles                                    | Abbey Road                                        |           |
| 40 | 5 octobre    | The Beatles                                    | Abbey Road                                        |           |
| 41 | 12 octobre   | The Beatles                                    | Abbey Road                                        |           |
| 42 | 19 octobre   | The Beatles                                    | Abbey Road                                        |           |
| 43 | 26 octobre   | The Beatles                                    | Abbey Road                                        |           |
| 44 | 2 novembre   | The Beatles                                    | Abbey Road                                        |           |
| 45 | 9 novembre   | The Beatles                                    | Abbey Road                                        |           |
| 46 | 16 novembre  | The Beatles                                    | Abbey Road                                        |           |
| 47 | 23 novembre  | The Beatles                                    | Abbey Road                                        |           |
| 48 | 30 novembre  | The Beatles                                    | Abbey Road                                        |           |
| 49 | 7 décembre   | The Beatles                                    | Abbey Road                                        |           |
| 50 | 14 décembre  | The Rolling Stones                             | Let It Bleed                                      |           |
| 51 | 21 décembre  | The Beatles                                    | Abbey Road                                        |           |
| 52 | 28 décembre  | The Beatles                                    | Abbey Road                                        |           |

## Meilleures ventes de l'année
| Singles | Albums |
| --- | --- |
| 1. The Archies – Sugar, Sugar 2. The Beatles avec Billy Preston - Get Back 3. The Rolling Stones – Honky Tonk Women 4. Peter Sarstedt - Where Do You Go To (My Lovely)? 5. Jane Birkin et Serge Gainsbourg - Je t'aime... moi non plus 6. Marvin Gaye - I Heard It Through the Grapevine 7. Creedence Clearwater Revival - Bad Moon Rising 8. Fleetwood Mac - Albatross 9. Frank Sinatra - My Way 10. Bobbie Gentry - I'll Never Fall in Love Again | 1. The Beatles – Abbey Road 2. The Seekers - The Best of The Seekers 3. Johnny Cash - At San Quentin 4. Divers artistes - Hair (Original London Cast) 5. Divers artistes - Bande originale du film Oliver! 6. Divers artistes - Bande originale du film La Mélodie du bonheur (The Sound of Music) 7. Val Doonican - World of Val Doonican 8. Bob Dylan - Nashville Skyline 9. Diana Ross and the Supremes et The Temptations - Diana Ross and the Supremes Join the Temptations 10. The Beatles - The Beatles |